# 214928 Carrara
214928 Carrara è un asteroide della fascia principale. Scoperto nel 2007, presenta un'orbita caratterizzata da un semiasse maggiore pari a 2,3413513 UA e da un'eccentricità di 0,0164679, inclinata di 4,19824° rispetto all'eclittica.